# Gary Glick
Gary Gaylen Glick (* 14. Mai 1930 in Grant, Nebraska; † 11. Februar 2015 in Fort Collins, Colorado) war ein US-amerikanischer American-Football-Spieler auf der Position des Safety und Kickers. Er spielte 7 Saisons in der National Football League (NFL) und American Football League (AFL).

## Karriere
Gick wurde im NFL Draft 1956 als Gesamterster von den Pittsburgh Steelers ausgewählt. Er ist der einzige Defensive Back, der je als Gesamterster ausgewählt wurde. Zuvor hatte er als Halfback, Kicker, Linebacker und Quarterback an der Colorado A&M gespielt. Er wurde als Backup-Safety und Kicker eingesetzt, konnte aber nur neun von 25 Field-Goal-Versuchen verwandeln. Mitte der Saison 1959 wurde er entlassen. In der Folge wurde er von den Washington Redskins verpflichtet, wo er auch die folgende Saison verbrachte. 1961 wurde er von den Baltimore Colts  verpflichtet. Die Saison 1962 war er Trainer der Defensive Backs der Denver Broncos, ehe er 1963 ein letztes Mal für die San Diego Chargers auflief, mit denen er auch die Meisterschaft gewann. Er erzielte in seiner Karriere 14 Interceptions. 1965 wurde er wieder Trainer und blieb dies bis in die 1970er Jahre, ehe er als NFL-Scout arbeitete.